# Борис Джибров
Борѝс Алекса̀ндров Джѝбров е лекар, дипломат, директор на управление „Държавен протокол“ в министерството на външните работи, професор.

## Биография
Проф. д-р Борис Александров Джибров е роден на 19 август 1933 г. в град Брегово. Учи в родния си град, продължава средното си образование във Видинската гимназия, в 10 и 11 клас се премества в София, където се дипломира.
Завършва Медицинската академия в София и започва работа като лекар в град Брегово. През 1957 г. става научен сътрудник в Медицинската академия в София, специализира хирургия и започва работа като лекар в Министерството на външните работи.
През 1962 г. специализира дипломация и е назначен за аташе по протокола в Министерството на външните работи. През 1963 г. със съпругата му са изпратени на дипломатическа работа в българското посолство в Индия. През 1971 г. тогавашният външен министър на НРБ Петър Младенов го назначава на длъжност директор на Управление „Държавен протокол“ в министерството и той остава на този пост до 1990 г. Същата година става старши съветник в канцеларията на президента, но напуска длъжността през 1992 г., когато след посещение на президента Жельо Желев в САЩ подава оставка.
Свидетели разказват, че той се е ползвал с изключително доверие и уважение от Тодор Живков, когото е придружавал повече от 25 години при визитите му в чужбина и при посещенията на чужди държавни глави в страната. Бил е на особена почит и сред служителите на министерството и специалистите в областта на дипломатическите контакти, които с респект и признателност го наричат „Човекът – протокол“.
От 1993 г. е преподавател, а по-късно доцент и професор в УНСС. Проф. Борис Джибров преподава бизнесимидж и бизнескомуникации, но често е ангажиран и с лекции по дипломатически протокол и дипломатическа етика.
Почива на 3 август 2016 г. в София.